# マハマヌ・シセ
マハマヌ・シセ (仏：Mahamane Cissé、1993年12月27日 - )はマリ出身でニジェールのサッカー選手。サッカーニジェール代表。現在はギリシャ・フットボールリーグのアイギニアコスFC所属。

## 経歴
マリ東部のアンソンゴ出身。U-20サッカーマリ代表として2013 U-20アフリカ選手権に選出されたが、出場はなかった。A代表ではニジェール代表を選択。2013年9月7日の2014 FIFAワールドカップ・アフリカ予選のコンゴ共和国代表戦で代表初出場。この試合後にコンゴ共和国は彼がニジェール代表として出場する資格がないのではないかと訴えたものの、国際サッカー連盟はこれを却下し彼は引き続きニジェール代表として出場できるようになった。2015年10月13日にニアメで行われた2018 FIFAワールドカップ・アフリカ1次予選のソマリア代表戦で2得点を記録した。